# تسوتومو نيشينو
تسوتومو نيشينو (باليابانية: 西野 努) (13 مارس 1971 في نارا في اليابان – )؛ هو لاعب كرة قدم ياباني سابق كان يلعب كمدافع.

## وصلات خارجية
- تسوتومو نيشينو على موقع رابطة كرة القدم اليابانية للمحترفين (اليابانية)
- تسوتومو نيشينو على موقع عالم كرة القدم.نت (الإنجليزية)